# Mormia gerrula
Mormia gerrula är en tvåvingeart som beskrevs av Quate 1967. Mormia gerrula ingår i släktet Mormia och familjen fjärilsmyggor. Inga underarter finns listade i Catalogue of Life.